# 岩田拓也
岩田拓也（1994年7月14日—）是日本足球員，司職前鋒，效力SC相模原。

## 職業
岩田拓也於2017年加入J2聯賽俱樂部群馬溫泉。7月，他移居到J3聯賽俱樂部SC相模原。